# Claudiu Keșerü
Claudiu Keșerü, né le 2 décembre 1986 à Oradea en Roumanie, est un footballeur international roumain. Il évolue actuellement au poste d'attaquant au PFK Tcherno More Varna.

## Carrière en club

### Arrivée et découverte de la France avec le FC Nantes
Il effectue d'abord une pré-formation au FC Bihor Oradea pendant deux ans avant de rejoindre le centre de formation du FC Nantes.
Malgré un talent évident, il ne parvient pas à l'exprimer de façon régulière et doit se contenter de quelques miettes de jeu et est rarement titulaire en championnat. Revenu en meilleure forme au mois de janvier 2007, il gagne la confiance du duo d'entraîneurs Michel Der Zakarian-Japhet N'Doram et évolue aux côtés de Mamadou Diallo. Il inscrit alors cinq buts lors de ses cinq apparitions : Lille et Sedan en coupe de France puis contre Valenciennes, Auxerre et Sochaux.
Mi-mai 2007 il annonce sa volonté de rester à Nantes malgré la relégation du club, et il tient parole puisqu'il repart en juillet en Ligue 2 avec le club de son cœur. Cependant son superbe pied gauche ne compense pas son manque de vitesse et de vivacité[réf. nécessaire].

#### Succession de prêts
En janvier 2008, en manque de temps de jeu sur les bords de Loire, il est prêté pour une durée de six mois au club girondin de FC Libourne-Saint-Seurin. Il prolonge son contrat en même temps jusqu'au mois de juin 2011 au FC Nantes. Après des débuts réussis avec le club girondin (2 buts en 4 rencontres), Libourne Saint Seurin se déplace à Nantes pour le compte de la 26e journée de Ligue 2, l'occasion pour le joueur roumain de retrouver la Beaujoire et le club auquel il appartient toujours. Le 29 février, Claudiu Keșerü fait donc son retour sous les applaudissements de la Beaujoire et marque un des deux buts de l'équipe de Libourne. À sa sortie le joueur est applaudi comme à son entrée par tous les supporters nantais.
Il reçoit en avril 2008 le trophée de joueur du mois UNFP avec 68 % des suffrages. Il termine la saison de Ligue 2 avec 11 buts en 17 matchs pour Libourne Saint Seurin, soit une belle performance.
L'équipe du FC Nantes marque sa confiance en Keșerü en le conservant dans l'équipe première qui jouera durant la saison 2008-2009 en Ligue 1, en ne renouvelant pas son prêt. Il apparait comme l'un des grands espoirs du club pour la saison prochaine.
Entré en jeu lors de la première journée à Auxerre, il est titularisé la journée suivante pour la réception de l'AS Monaco. Il marque le but de l'égalisation sur une passe décisive d'Ivan Klasnić.
Le 30 janvier 2009, il est prêté au Tours FC pour gagner du temps de jeu. Le 6 février 2009, il débute sous le maillot tourangeau contre Dijon FCO au Stade de la Vallée du Cher (0-0) avant de laisser sa place à la 81e minute à Julien Cétout. Le 20 février, il marque son premier but avec Tours contre le Nîmes Olympique au Stade de la Vallée du Cher pour la 24e journée de Ligue 2 (4-1).
Dans le même temps, Nantes redescend en L2 et décide de faire confiance à Keșerü pour la montée. Il ne sera titulaire qu'une seule fois à la mi-saison, contre Angers en fin décembre. Son bilan n'est que d'une passe décisive en dix apparitions.
Le 1er février 2010, à quelques heures de la fin du mercato d'hiver, il est prêté au SCO Angers en L2 jusqu'à la fin de la saison afin de gagner du temps de jeu. Il porte le no 9 laissé libre par Youssef Adnane, lui-même prêté après une mauvaise première partie de saison sous les couleurs angevines.
En juin 2010, lors d'une interview pour une télé roumaine, Christian Karembeu dit qu'il aimerait que Claudiu soit sélectionné en équipe de Roumanie car d'après lui, « c'est un très bon joueur » et rajoute même qu'il le considère comme son « petit frère ».

### Transfert définitif au SCO d'Angers
Le 8 juillet 2010 Claudiu Keșerü est définitivement transféré au SCO Angers. Le FC Nantes et le SCO trouvent un accord à l'amiable pour libérer le joueur de sa dernière année de contrat. Le 29 octobre 2010, avec Angers, après un début de saison moyen, il marque deux buts contre Tours. Claudiu réalise une bonne saison 2010-2011 en inscrivant dix buts et en délivrant sept passes décisives. Le 28 septembre 2012, toujours à Angers, il inscrit un quadruplé face au Mans lors de la 9e journée de Ligue 2.

### Réapparition en Ligue 1 avec Bastia
Le 20 juin 2013, son club Angers SCO annonce le départ de Keșerü pour le niveau supérieur au SC Bastia. Le 31 août 2013, il inscrit son premier but avec Bastia lors de la quatrième journée de Ligue 1. Le 9 janvier 2014, le SC Bastia annonce le départ de Keșerü, ce dernier ayant trouvé un accord avec le club pour résilier son contrat. Il s'engage avec le club du Steaua Bucarest.

### Retour en Roumanie
Le 15 août 2014, il réussit l'exploit de marquer les six buts du match qui oppose son club à celui de Pandurii Târgu Jiu (résultat 6 à 0) et devient ainsi le premier joueur du Steaua à réussir cet exploit dans un match officiel.

### Exil au Qatar
En février 2015, il rejoint le club qatarien de Al-Gharafa SC.

### En Bulgarie
Le 16 juillet 2015, le club bulgare de Razgrad annonce la venue de Keșerü pour trois ans . Il prolonge son contrat, début mai 2020, jusqu'en 2022.
Il remporte à six reprise le Championnat de Bulgarie tout en étant le meilleure buteur lors de trois saisons.
Avec 243 matchs disputés et 139 buts inscrits, Claudiu Keșerü est le meilleurs buteurs de l'histoire du club bulgare.

### Fin de carrière
Le 31 août 2021, il retourne en Roumanie au FCSB et le 1er juillet 2022, il signe à UTA Arad jusqu'à l'annonce de sa retraite sportive en octobre 2023.
Mais le 8 août 2023, il sort de sa retraite pour s'engager avec le club bulgare du Tcherno More Varna où il retrouve son ancien coéquipier Plamen Iliev avec qui il a évolué à Ludogorets Razgrad.

## Palmarès

### En club
- Champion de Roumanie en 2014 et en 2015 avec le Steaua Bucarest
- Champion de Bulgarie en 2016, 2017, 2018, 2019, 2020 et en 2021  avec Ludogorets Razgrad
- Vainqueur de la Supercoupe de Bulgarie en 2018 et en 2019 avec Ludogorets Razgrad
- Finaliste de la Coupe de Bulgarie en 2017 avec Ludogorets Razgrad

### EnÉquipe de Roumanie
- 47 sélections et 13 buts depuis 2013

### Distinctions individuelles
- Meilleur buteur du championnat de Bulgarie en 2017 (22 buts), 2018 (26 buts) et en 2021 (18 buts)
- Élu joueur du mois UNFP de Ligue 2 en avril 2008, en avril 2009, en avril 2010, en janvier 2013 et en mars 2013
- Nommé dans l'équipe-type de Ligue 2 en 2013

## Carrière internationale
Le 11 octobre 2013, Keșerü fait ses débuts contre Andorre et marque son premier but.

### Buts internationaux
| no | Date             | Lieu                                                      | Adversaire | Score | Résultat | Compétitions                               |
| -- | ---------------- | --------------------------------------------------------- | ---------- | ----- | -------- | ------------------------------------------ |
| 1  | 11 octobre 2013  | Estadi Comunal, Andorre-la-Vieille, Andorre               | Andorre    | 0–1   | V 0-4    | Éliminatoires Coupe du monde 2014          |
| 2  | 18 novembre 2014 | Arena Națională, Bucarest, Roumanie                       | Danemark   | 1–0   | V 2-0    | Match amical                               |
| 3  | 18 novembre 2014 | Arena Națională, Bucarest, Roumanie                       | Danemark   | 2–0   | V 2-0    | Match amical                               |
| 4  | 29 mars 2015     | Stadionul Ilie Oană, Ploiești, Roumanie                   | Îles Féroé | 01–0  | V 1-0    | Éliminatoires Euro 2016                    |
| 5  | 3 juin 2016      | Arena Națională, Bucarest, Roumanie                       | Géorgie    | 5–1   | V 5-1    | Match amical                               |
| 6  | 5 octobre 2017   | Stadionul Ilie Oană, Ploiești, Roumanie                   | Kazakhstan | 3–1   | V 3-1    | Éliminatoires Coupe du monde 2018          |
| 7  | 17 novembre 2018 | Stadionul Ilie Oană, Ploiești, Roumanie                   | Lituanie   | 2–0   | V 3-0    | Ligue des nations 2018-2019                |
| 8  | 23 mars 2019     | Friends Arena, Solna, Suède                               | Suède      | 2–1   | D 2-1    | Éliminatoires du Championnat d'Europe 2020 |
| 9  | 26 mars 2019     | Stade Docteur-Constantin-Rădulescu, Cluj-Napoca, Roumanie | Îles Féroé | 2–0   | V 4-1    | Éliminatoires du Championnat d'Europe 2020 |
| 10 | 26 mars 2019     | Stade Docteur-Constantin-Rădulescu, Cluj-Napoca, Roumanie | Îles Féroé | 3–0   | V 4-1    | Éliminatoires du Championnat d'Europe 2020 |
| 11 | 7 juin 2019      | Ullevaal Stadion, Oslo, Norvège                           | Norvège    | 2–1   | N 2-2    | Éliminatoires du Championnat d'Europe 2020 |
| 12 | 7 juin 2019      | Ullevaal Stadion, Oslo, Norvège                           | Norvège    | 2–2   | N 2-2    | Éliminatoires du Championnat d'Europe 2020 |
| 13 | 12 octobre 2019  | Tórsvøllur, Tórshavn, Îles Féroé                          | Îles Féroé | 3–0   | V 3-0    | Éliminatoires du Championnat d'Europe 2020 |

## Carrière
| Saison      | Club                     | Pays           | Championnat         | Coupes nationales | Coupes d’Europe    | Sélection Roumanie |
| ----------- | ------------------------ | -------------- | ------------------- | ----------------- | ------------------ | ------------------ |
| 2002 - 2003 | FC Bihor Oradea          | Liga II        | 15 matchs / 3 buts  | -                 | -                  | -                  |
| 2003 - 2004 | FC Bihor Oradea          | Liga I         | 2 matchs / 1 buts   | -                 | -                  | -                  |
| 2003 - 2004 | FC Nantes B              | Ligue 1        | 11 matchs / 8 buts  | -                 | -                  | -                  |
| 2004 - 2005 | FC Nantes                | Ligue 1        | 15 matchs / 3 buts  | 4 matchs / 1 buts | -                  | -                  |
| 2005 - 2006 | FC Nantes                | Ligue 1        | 14 matchs / 3 buts  | 4 matchs / 0 buts | -                  | -                  |
| 2006 - 2007 | FC Nantes                | Ligue 1        | 22 matchs / 4 buts  | 4 matchs / 2 buts | -                  | -                  |
| 2007 - 2008 | FC Nantes                | Ligue 2        | 11 matchs / 0 buts  | 3 matchs / 2 buts | -                  | -                  |
| 2007 - 2008 | FC Libourne-Saint-Seurin | Ligue 2        | 17 matchs / 11 buts | -                 | -                  | -                  |
| 2008 - 2009 | FC Nantes                | Ligue 1        | 9 matchs / 1 buts   | 1 matchs / 0 buts | -                  | -                  |
| 2008 - 2009 | Tours FC                 | Ligue 2        | 12 matchs / 7 buts  | -                 | -                  | -                  |
| 2009 - 2010 | FC Nantes                | Ligue 2        | 10 matchs / 0 buts  | 1 matchs / 0 buts | -                  | -                  |
| 2009 - 2010 | Angers SCO               | Ligue 2        | 13 matchs / 4 buts  | -                 | -                  | -                  |
| 2010 - 2011 | Angers SCO               | Ligue 2        | 35 matchs / 10 buts | 6 matchs / 2 buts | -                  | -                  |
| 2011 - 2012 | Angers SCO               | Ligue 2        | 32 matchs / 6 buts  | 4 matchs / 2 buts | -                  | -                  |
| 2012 - 2013 | Angers SCO               | Ligue 2        | 27 matchs / 17 buts | 3 matchs / 1 buts | -                  | -                  |
| 2013 - 2014 | SC Bastia                | Ligue 1        | 16 matchs / 1 buts  | 2 matchs / 1 buts | -                  | 1 matchs / 1 buts  |
| 2014 - 2015 | FC Steaua Bucarest       | Liga I         | 17 matchs / 12 buts | 1 matchs / 0 buts | 9 matchs / 6 buts  | 2 matchs / 2 buts  |
| 2014 - 2015 | Al-Gharafa SC            | Stars League   | 9 matchs / 9 buts   | 1 matchs / 1 buts | -                  | 1 matchs / 1 buts  |
| 2015 - 2016 | Ludogorets Razgrad       | Première Ligue | 28 matchs / 15 buts | 1 matchs / 0 buts | -                  | 1 matchs / 1 buts  |
| 2016 - 2017 | Ludogorets Razgrad       | Première Ligue | 30 matchs / 22 buts | 4 matchs / 6 buts | 13 matchs / 4 buts | 1 matchs / 1 buts  |
| 2017 - 2018 | Ludogorets Razgrad       | Première Ligue | 30 matchs / 26 buts | 2 matchs / 2 buts | 11 matchs / 2 buts | 1 matchs / 1 buts  |
| 2018 - 2019 | Ludogorets Razgrad       | Première Ligue | 35 matchs / 20 buts | 2 matchs / 0 buts | 11 matchs / 3 buts | 5 matchs / 6 buts  |
| 2019 - 2020 | Ludogorets Razgrad       | Première Ligue | 16 matchs / 12 buts | 1 matchs / 0 buts | 13 matchs / 6 buts | 1 matchs / 1 buts  |

Dernière mise à jour le 7 mai 2020